# Euphaedra (Xypetana) hollandi
Euphaedra (Xypetana) hollandi es una especie de Lepidoptera, de la familia Nymphalidae, subfamilia Limenitidinae, tribu Adoliadini, pertenece al género Euphaedra, subgénero (Xypetana).

## Localización
Esta especie de Lepidoptera se encuentra localizada en Nigeria, Camerún, República del Congo, República Democrática del Congo, República Centroafricana, Oeste de Uganda y Oeste de Tanzania, África). 
Su hábitat se encuentra entre densas y profundas selvas.